# Хяркёнен, Арто
Арто Калеви Хяркёнен (фин. Arto Kalevi Härkönen, род. 15 апреля 1961 года, Хельсинки) — финский легкоатлет (метание копья). Олимпийский чемпион.

## Спортивная карьера
Дебют на международном уровне состоялся в 1977 на юниорском чемпионате Европы в Донецке, на котором взял серебряную медаль с результатом в 82,98 метра. Спустя два года Хяркёнен вновь взял серебро, но уже на летней Универсиаде в Мехико. На Чемпионате Европы 1982 с результатом 86,76 метров занял пятое место. На домашнем чемпионате мира 1983 не смог пройти квалификацию и занял четырнадцатое итоговое место. В 1984 представлял Финляндию на летних Олимпийских играх в Лос-Анджелесе, где успешно показал результат 86,76 метров и взял золотую медаль.

## Основные результаты
| Год  | Турнир                         | Город                | Место | Результат |
| ---- | ------------------------------ | -------------------- | ----- | --------- |
| 1977 | Чемпионат Европы среди юниоров | Донецк, СССР         | 2-е   | 82,98 м   |
| 1979 | Универсиада                    | Мехико, Мексика      | 2-е   | 87,10 м   |
| 1982 | Чемпионат Европы               | Афины, Греция        | 5-е   | 86,76 м   |
| 1983 | Чемпионат мира                 | Хельсинки, Финляндия | 14-е  | 81,42 м   |
| 1984 | Олимпийские игры               | Лос-Анджелес, США    | 1-е   | 86,76 м   |